# George Ade
George Ade (Kentland, Indiana, 9 de febrer de 1866 — Brook, Indiana, 16 de maig de 1944) periodista, escriptor, dramaturg i comediògraf nord-americà. Va escriure diversos assajos, novel·les i guions cinematogràfics.

## Obres
- Fables in Slang (1900) una adaptació satírica de les Faules d'Isop a la vida moderna
- The Sultan of Sulu (1902), una comèdia musical